# Partit dels Treballadors (Algèria)
El Partit dels Treballadors (francès: Parti des Travailleurs; àrab: حزب العمال, Ḥizb al-ʿUmmāl) és un partit polític trotskista d'Algèria, estretament relacionat amb el Partit dels Treballadors de França. El partit és dirigit per Louisa Hanoune.
El Partit dels Treballadors va rebre el 3,3% dels vots i va escollir 21 membres al parlament a les eleccions legislatives del 2002. A les eleccions presidencials del 2004, Hanoune va ser la primera dona del món àrab a presentar-se. Va rebre 101,630 vots (un 1%).